# Mariakapel (Beringe)

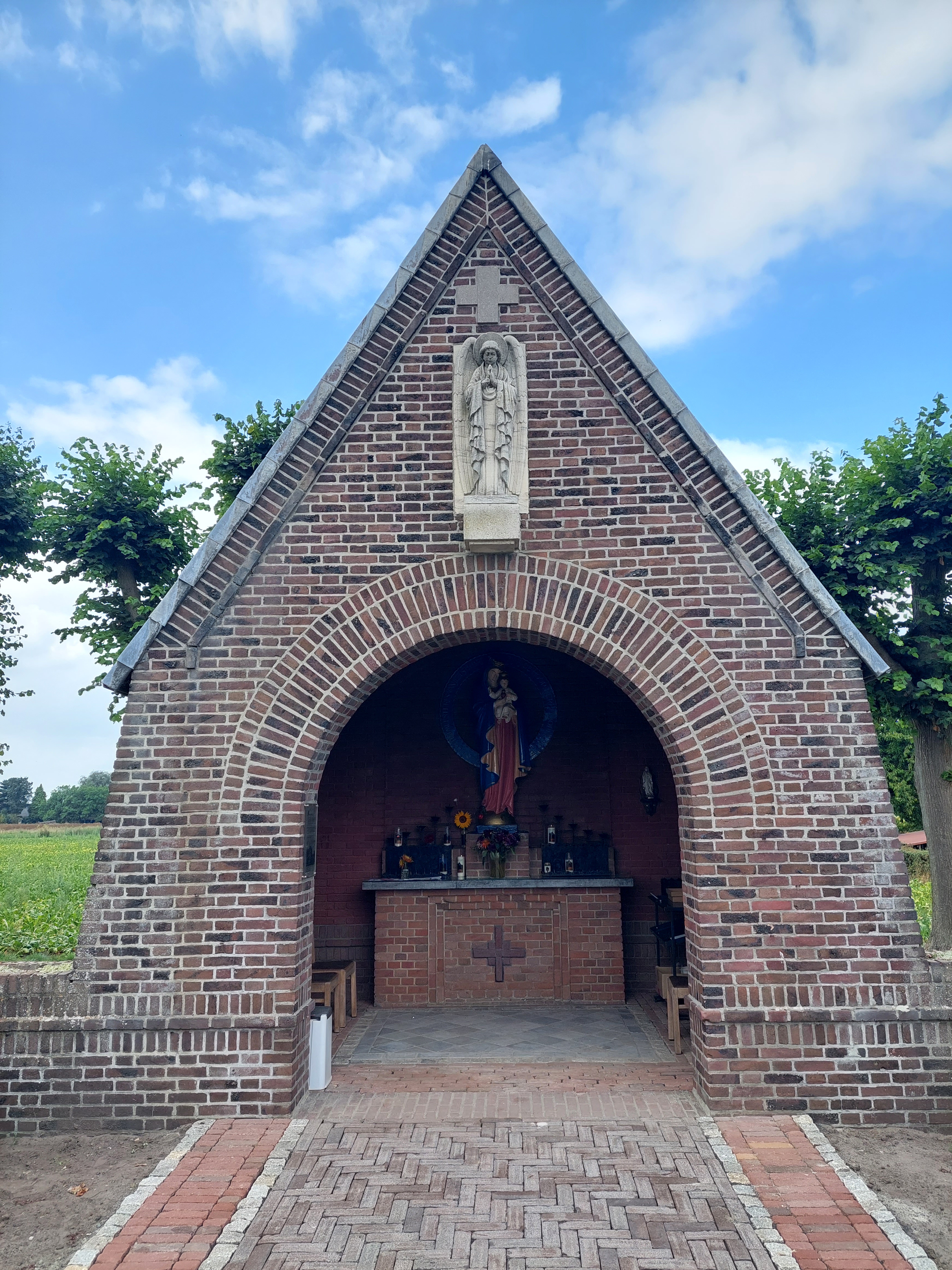
Mariakapel (Beringe)

De Mariakapel is een veldkapel bij Beringe in de Nederlandse gemeente Peel en Maas. De kapel staat afgelegen midden in de velden aan het einde van een landweg nabij de straat Kaumeshoek ten noorden van het dorp. De kapel wordt omgeven door een bloemenperk, hagen en achter de kapel staan lindebomen.
Op minder dan 500 meter naar het zuidoosten staat de Sint-Gerarduskapel.
De kapel is gewijd aan Maria.

## Geschiedenis
In 1872 werd door Johannes Hesen op de plaats waar voordien een veldkruis met corpus stond
een Mariakapel gebouwd die gewijd werd aan Onze-Lieve-Vrouw van het Heilig Hart. Op 16 juni 1872 werd de kapel door bisschop Paredis geconsacreerd. De kapel trok als bedevaartsoord sindsdien veel gelovigen.
In 1875 werd de kapel uitgebreid en kreeg het formaat van een klein kerkje.
In 1880 was de kapel geen bedevaartsoord meer, maar werd ze nog wel door buurtbewoners gebruikt.
In 1929 werd de kapel gesloopt omdat ze bouwvallig was geworden. Op de plaats van de oude kapel werd een nieuwe kleinere kapel gebouwd.
In 1996 werd de kapel gerestaureerd.

## Gebouw
De open bakstenen kapel is opgetrokken op een rechthoekig plattegrond en wordt gedekt door een zadeldak met leien. De kapel heeft geen vensters en in het verlengde van de frontgevel zijn er schuin uitgemetselde steunberen geplaatst. Hoog in de frontgevel bevindt zich een grijze natuurstenen Grieks kruis en daaronder op een console in gele steen een sculptuur van de aartsengel Gabriël. In de frontgevel bevindt zich de grote rondboogvormige toegang van de kapel.
Van binnen is de kapel uitgevoerd in rode bakstenen die ook gebruikt zijn voor het tongewelf. Tegen de achterwand is een bakstenen altaar gemetseld met daarop een bakstenen sokkel waarop het Mariabeeld staat. Het witstenen beeld toont de gekroonde heilige die op haar linkerarm het gekroonde kindje Jezus. Achter het beeld is op de bakstenen achterwand een goudkleurige cirkel aangebracht met daarin een tekst:

Zij is de schatmeesteres van Jesus' H. Hart.
Zij is de hoop der hoopeloozen.